# Huttonaea woodii
Huttonaea woodii är en orkidéart som beskrevs av Rudolf Schlechter. Huttonaea woodii ingår i släktet Huttonaea och familjen orkidéer.
Artens utbredningsområde är KwaZulu-Natal. Inga underarter finns listade i Catalogue of Life.